# Johnny Cash Sings the Songs That Made Him Famous
Sings the Songs That Made Him Famous  è il terzo album in studio di Johnny Cash, pubblicato nel 1958.

## Produzione
È prevalentemente una raccolta di brani apparsi su singoli, del cantante country Johnny Cash e fu originariamente pubblicato nel 13 novembre 1958; fu ripubblicato nel 2003 dall'etichetta Varese Sarabande con quattro bonus track (versioni alternative di brani già presenti nel LP originale, Don't Make Me Go, The Ways of a Woman in Love, Ballad of a Teenage Queen e Guess Things Happen That Way).

## Tracce
1. Ballad of a Teenage Queen - 2:13 - (Jack Clement)
2. There You Go - 2:19 - (Johnny Cash)
3. I Walk the Line - 2:46 - (Johnny Cash)
4. Don't Make Me Go - 2:31 - (Johnny Cash)
5. Train of Love - 2:24 - (Johnny Cash)
6. Guess Things Happen That Way - 1:52 - (Jack Clement)
7. The Ways of a Woman in Love - 2:16 - (Bill Justis, Charlie Rich)
8. Next in Line - 2:49 - (Johnny Cash)
9. You're the Nearest Thing to Heaven - 2:42 - (Jim Atkins, Johnny Cash, Hoyt Johnson)
10. I Can't Help It (If I'm Still in Love With You) - 1:49 - (Hank Williams)
11. Home of the Blues - 2:41 - (Johnny Cash, Glen Douglas, Vic Mc Alpin)
12. Big River - 2:35 - (Johnny Cash)

### Bonus track
1. Don't Make Me Go - 2:30 - (Johnny Cash)
2. The Ways of a Woman in Love - 2:28 - (Bill Justis, Charlie Rich)
3. Ballad of a Teenage Queen - 2:15 - (Jack Clement)
4. Guess Things Happen That Way - 1:58 - (Jack Clement)

## Musicisti
- Johnny Cash - Voce
- Al Casey - Chitarra
- Luther Perkins - Chitarra Elettrica
- Marshall Grant - Basso

### Altri
- Sam Philips - Produttore
- Jack Clement - Produttore
- Cary E. Mansfield - Produttore per la Riedizione
- Bill Dahl - Note, Produttore per la Riedizione
- Dan Hersch - Rimasterizzazione Digitale
- Bill Pitzonka - Direzione Artistica per la riedizione